# Universitarios (serie animada)
Universitarios (En inglés Undergrads, emitida en España como Años Universitarios) es una serie animada creada en Canadá por la compañía Decode Entertainment y Teletoon. La serie fue emitida por la cadena MTV en el año 2001.
En Latinoamérica la serie fue emitida por el bloque programático Adult Swim de Cartoon Network, que luego pasó por I.Sat dentro del mismo bloque, mientras que en España se emitió en el programa Club Super 3 de la autonómica TV3, y en los canales de cable como Buzz.

## Historia
"Universitarios" relata las aventuras y desventuras de Parker Walsh (más conocido como Nitz) y sus tres amigos de la infancia (Rocko, Cal y Gimpy) en el primer año de la universidad, mostrando las más clásicas facetas de la edad. Nitz es la típica persona enamoradiza, insegura y con poca suerte, mientras que por el contrario, Cal es una persona sumamente tranquila y con (mucha) suerte con el sexo opuesto, ya que suele ser quien se compenetra más fácilmente con todo el mundo. Luego tenemos al bruto que solo piensa en sexo (Rocko) y el nerd que ni siquiera sale de su cuarto para comer (Gimpy). Iremos conociendo a personajes secundarios como Kimmy y Jessie (eternos amores imposibles de Nitz), Mump (el "sirviente" de Gimpy) entre otros.

## Personajes
- Parker 'Nitz' Walsh

Es un chico normal. Es el líder del grupo. Le gusta Kimmy desde la guardería. No recuerda como consiguió el sobrenombre de Nitz. Casi todos los capítulos giran en torno a él. Es el compañero de cuarto de Cal en la Universidad.
- Rocko Gambiani

Sufre problemas de alcohol, ama el sexo y las drogas y posee una gran afición por las armas. Tiene alucinaciones con una botella de licor llamada Bobby Whisky, el cual le recomienda resolver sus problemas tomando más.
- Cal Evans

Es un chico rubio; es un imbécil, pero a la hora del sexo es el mejor.
Siempre dice la palabra "Chico" cuando habla. Las mujeres lo adoran y tiene un raro interés por seguir los pasos del Duggler.
- Justin 'Gimpy' Taylor

Es un chico que casi nunca sale de su cuarto. Está obsesionado con la computadora y eso le afectó un ojo. Es un fanático acérrimo de las guerras de las galaxias.
- Kimmy Burton

Es la chica linda y perfecta, es muy amable y un poco aburrida. Está enamorada del chico de drama (Mark) que al final resulta ser gay. Es el amor imposible de Nitz, pero ella lo ve como a un amigo (y sobre todo como su paño de lágrimas).
- Jessie

Conoce a Nitz en la primera semana en la universidad. Está enamorada en secreto de Nitz pero Nitz la trata a ella de la misma forma en que Kimmy lo trata a él.
- Mump

Un niño gordo; técnicamente, el sirviente de Gimpy.

## Episodios
| #  | Título            | Fecha original de emisión |
| -- | ----------------- | ------------------------- |
| 01 | "Party"           | 22 de abril de 2001       |
| 02 | "Traditions"      | 29 de abril de 2001       |
| 03 | "Virgins"         | 6 de mayo de 2001         |
| 04 | "New Friends"     | 13 de mayo de 2001        |
| 05 | "Drunks"          | 8 de junio de 2001        |
| 06 | "Roommates"       | 15 de junio de 2001       |
| 07 | "Jerks"           | 22 de junio de 2001       |
| 08 | "Rivalries"       | 29 de junio de 2001       |
| 09 | "Financial Aid"   | 6 de julio de 2001        |
| 10 | "Identity Crisis" | 22 de julio de 2001       |
| 11 | "Work Study"      | 29 de julio de 2001       |
| 12 | "Risk"            | 5 de agosto de 2001       |
| 13 | "Screw Week"      | 12 de agosto de 2001      |

## Cancelación y petición
Aunque generó buenas críticas al aire, "Universitarios" ("Undergrads" en inglés) no obtuvo la audiencia que MTV esperaba en sus países de origen y la serie fue cancelada antes que la segunda temporada fuera producida. Muchos seguidores creen que esto es una gran injusticia debido a que la serie tenía un gran potencial para poder seguir adelante, sin mencionar el claro hecho de que tuvo un final abrupto justamente por dicha cancelación.